# Eugène Verboeckhoven
Pour les articles homonymes, voir Verboeckhoven.
Eugène Verboeckhoven, né à Warneton le 9 juin 1798 et mort à Schaerbeek le 19 janvier 1881, est un peintre, sculpteur, graveur, et lithographe belge.
Il est également connu pour sa participation à la révolution belge de 1830 en tant que combattant et patriote. Après avoir rejoint les insurgés, il s'engage avec son frère Charles-Louis Verboeckhoven, dans le corps franc des chasseurs Chasteler avec lequel ils participent à la guerre belgo-néerlandaise.
Son champ pictural couvre essentiellement la peinture animalière et les paysages animés. Il se distingue par la précision de ses représentations et des compositions similaires incluant notamment des moutons, du bétail et des paysages pastoraux.

## Biographie

### Famille
Eugène Joseph Verboeckhoven, né pendant la période française de l'histoire de la Belgique, le 9 juin 1798 à Warneton, alors situé dans le département de la Lys. Il est le fils du sculpteur bruxellois Barthélemy Verboeckhoven (1759-1840) et de Jeanne Thérèse Six (1772-1833), mariés en 1792. Il est le frère aîné du peintre Charles-Louis Verboeckhoven (1802-1889). 
Le tempérament de Barthélémy a une influence importante sur toute la vie de famille. Issu des amours illégitimes de Philippe Verboeckhoven et d'Isabelle Welders, il est recueilli et adopté par l'avocat bruxellois François Friquaert. La profession de Barthélémy l'amène à voyager régulièrement et c'est un de ces contrats qui l'amènent à emménager à Warneton. Son mariage avec Thérèse Six, bien plus jeune que lui, ne modifie en rien son style de vie itinérant.
Eugène Verboeckhoven épouse à Gand le 19 juillet 1822 Pauline Hebbelinck (1798-1882). Le couple a quatre enfants : Euphrosine (1821-1902), Stéphanie (morte un mois après sa naissance en 1824), Eugène-Barthélemy (1825-1907), artiste peintre, puis industriel et Louis-Hippolyte (1827-1883), père de l'artiste peintre Marguerite Verboeckhoven.

### Formation
Il est l'élève de son père Barthélemy Verboeckhoven, sculpteur d'un certain mérite qui lui apprend à dessiner et à modeler,. À l'âge de douze ans, son père l'envoie travailler dans une usine de jouets pour gagner un peu d'argent.
Vers 1815, la famille Verboeckhoven se rend à Gand. Il parvient à suivre quelques cours de dessin à l'Académie royale des beaux-arts de Gand, cependant il obtient une mauvaise place lors des examens et son père décide de lui donner un enseignement par ses propres moyens. Il obtient également pour son fils un emploi au sein d'une imprimerie dans laquelle il doit dessiner des lettres commerciales, des bons de commandes et des affiches. Ce travail lui permet d'obtenir une certaine maîtrise du dessin et de rencontrer le sculpteur gantois Albert Voituron.
Sous la direction d'Albert Voituron, il effectue du modelage, du dessin ainsi que la copie de peintures flamandes, et notamment celles de Paulus Potter et Karel Dujardin. Il s'essaie à la lithographie ainsi qu'à la peinture. Son premier tableau représente deux vaches auprès d'un arbre dans un pré date de 1816 et est acheté par Albert Voituron.
En 1818, il devient élève de Balthasar Ommeganck et, en 1820, il expose au Salon de Gand : Un hiver avec figures et Paysage d'Arcadie,, marquant le début de sa carrière.

### Carrière

#### Débuts
Les débuts du peintre sont modestes. Il expose une Dame à cheval, dessin aux trois crayons, un Capitaine à cheval et un Paysage avec animaux au Salon de Bruxelles de 1821. Il expose également une sculpture en plâtre, intitulée Hébé, mais retourne rapidement à sa préférence animalière. Il produit durant ses premières années de nombreux croquis et études d'après nature, notamment sur les lions de la ménagerie gantoise. Afin de se perfectionner, il effectue de nombreux voyages dans la périphérie gantoise ainsi que dans les Ardennes françaises. En 1824, lors d'un voyage en Angleterre, il découvre le zoo royal de Londres et est particulièrement captivé par le lion.
Il profite également de ses voyages pour exposer : à Douai (1823) où il obtient la médaille d'argent et au Salon de Paris (1824) où il obtient la médaille d'or ou encore en Allemagne. De retour en Belgique, il apparaît sous un jour nouveau au Salon de Bruxelles de 1824 : le dessinateur aux essais timides est devenu un peintre, dont les trois tableaux sont remarqués et achetés, dont : Paysage (avec une mare au premier plan, traversée par une charrette de foin, et à l'arrière plan, un berger avec son troupeau) et une marine, Des pêcheurs étalant leur poisson sur la plage.
En parallèle, il s'investit davantage dans l'école de peinture de Courtrai qui se consacre à la peinture animalière et paysagiste fondée par Balthasar Ommeganck et Jean-Baptiste de Jonghe. Ces derniers collaborent avec le jeune peintre en intégrant du bétail en illustration de ses peintures paysagères. Au sein du cercle artistique de l'Académie de Courtrai, Eugène devient enseignant dès 1825 et forme de nombreux élèves avec lesquels il travaille également. Il forme Louis-Pierre Verwée qui suit les traces de Verboeckhoven et peint plusieurs tableaux en collaboration avec celui-ci au point que leurs tableaux soient parfois confondus. Il enseigne à Louis Robbe qu'il tente de convaincre de se dédier aux peintures animalières, sans succès puisqu'il se dirige ensuite vers le réalisme.
En 1827, il quitte Gand avec sa famille, son père et son frère Louis pour s'établir à Bruxelles, non loin du Palais royal. Il y envoie trois tableaux et trois lithographies pour l'exposition bruxelloises et sa notoriété est telle que les œuvres sont vendues avant l'ouverture de l'exposition. Ce succès lui permet de rapidement établir un atelier à la rue des Arts de Saint-Josse-ten-Noode.

#### Lithographe
En parallèle de ses débuts en peinture, Eugène Verboeckhoven s'intéresse à la lithogravure. Ses premiers essais sont des emblèmes de la franc-maçonnerie et sa première épreuve complète est un Petit chien datant de 1821. Il fait ses impressions chez l'éditeur Kierdorff avec lequel il a travaillé en 1816. Il imprime ensuite une série de six dessins à destination du parc zoologique de Gand. Puis il réalise des illustrations pour livre comme par exemple pour le récit de voyage Les Hindous de Frans Balthazar Solvyns.
Plus tard, il travaille sur une série de pièces animalières très appréciées dans l'Album Pittoresque en collaboration avec Jean-Baptiste Madou, Paul Lauters et Théodore Fourmois. Vers 1828-1829, il produit une série lithographiée de portraits d'artistes. Puis à partir de 1833, il effectue des lithogravures pour le magazine L'Artiste. À partir de là, ses productions lithographiques se réduisent progressivement, avec tout de même quelques parutions dans les magazines artistiques.

#### Révolution Belge

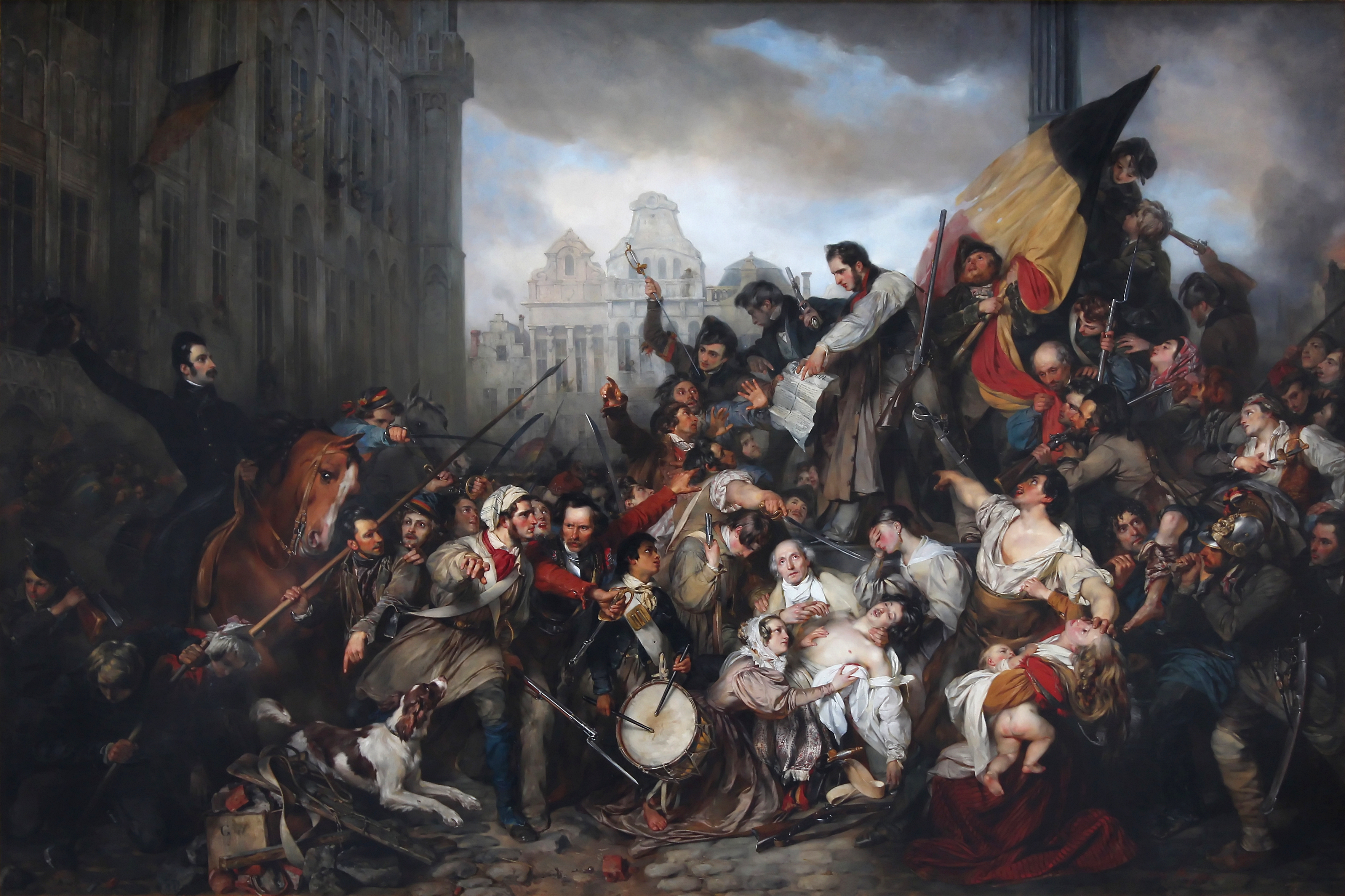
Le célèbre tableau de Gustave Wappers, Épisode des Journées de Septembre 1830 sur la place de l'Hôtel de ville de Bruxelles, dépeint Eugène Verboeckhoven avec la lance qu'il avait prise à un soldat de l'armée néerlandaise à Diegem le 21 septembre 1830.

Allégorie de la révolution belge sur une lithographie d'Eugène Verboeckhoven, représentant un « lion belgique » brisant ses chaines.

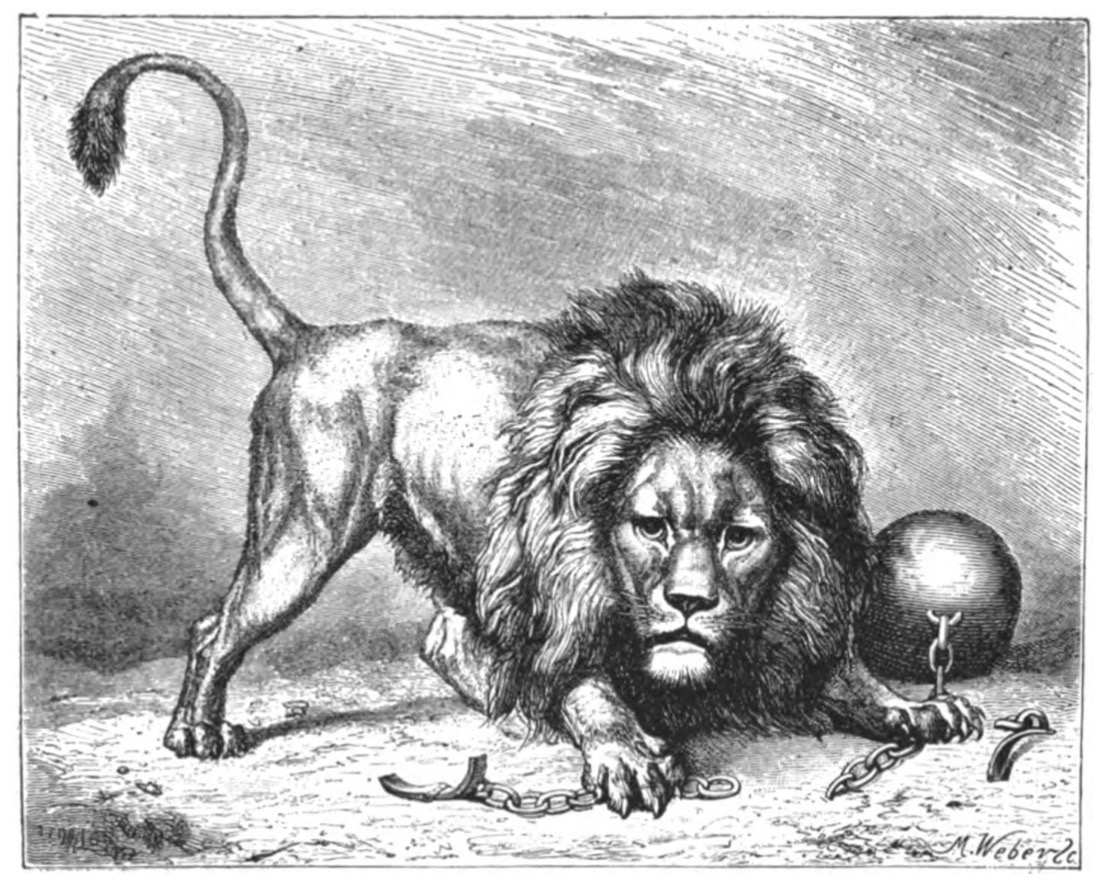
Le Lion belge brisant ses fers, dessin d'Eugène Verboeckhoven, allégorie de la révolution belge lors de laquelle la Belgique (représentée par le Lion Belgique) se sépare du royaume uni des Pays-Bas.

En 1830, Eugène Verboeckhoven joue un rôle actif en rejoignant les combattants de la révolution belge et en participant à la guerre belgo-néerlandaise qui s'en suit. Il adhère tout d'abord à l'insurrection de 1830 dans les Pays-Bas méridionaux en créant une compagnie de volontaires bruxellois qui attaquent l'armée du prince Frédéric aux alentours de Diegem le 21 septembre. Il y désarçonne un militaire et s'empare de sa lance. Deux jours plus tard, il participe aux Quatre Jours de Bruxelles avec son frère Louis. Eugène est parmi les défenseurs de la porte de Schaerbeek dès le 23 septembre, puis se porte à l'attaque du parc de Bruxelles, le 24. On le retrouve lors de l'occupation de l'athénée, rue de Namur. Les deux frères rejoignent ensuite les chasseurs Chasteler, unité à laquelle Eugène offre un drapeau dont la hampe n'est autre que la lance dont il s'était emparé lors des combats de Diegem. Ils sont engagés dans la campagne d'Anvers, où ils se distinguent, entre autres, à la bataille de Walem puis dans la campagne du Limbourg, où ils font encore parler d'eux lors de la bataille du château de Caestert, le 19 janvier 1831. 
Après le refus du roi des Français, Louis-Philippe Ier, d'accepter que son fils, Louis d'Orléans, monte sur le trône de Belgique, Eugène figure parmi les signataires de la pétition adressée par les chasseurs Chasteler au Congrès national belge en faveur du prince Léopold Ier de Saxe-Cobourg, qui deviendra le premier roi des Belges le 21 juillet 1831. Lors de la campagne des Dix-Jours, Eugène Verboeckhoven prend part à la défaite belge lors de la bataille de Louvain, qui le marque profondément. Pour ces différentes actions en tant que combattants, les deux frères Verboeckhoven seront décorés de la croix de fer. 
Cependant, Eugène revient à la peinture animalière et expose au salon de Bruxelles de 1830 Un tigre devant une caverne, Trois moutons et Voyageur à cheval donnant l'aumône à un mendiant avec enfant. Ses tableaux sont particulièrement remarqués et il reçoit notamment des commandes provenant du roi Léopold Ier, qui s'avère un grand admirateur de son œuvre. Eugène peint une composition allégorique en souvenir de la remise des Drapeaux d'Honneur de 1830, attribués le 27 septembre 1832 aux communes qui se sont distinguées durant la révolution. Il effectue également un dessin en l'honneur de Jenneval, auteur de La Brabançonne, qui a trouvé la mort le 18 octobre 1830 lors de la bataille de Lierre.
Le gouvernement provisoire belge lui confie pendant quelques mois la direction du Musée des beaux-arts de Bruxelles, mais ce décret ne reçoit pas son exécution, étant donné l'opposition du conseil communal de la ville de Bruxelles, arguant que le musée ne relevait pas de l'autorité de l'État,.
Attiré par la franc-maçonnerie, il rejoint avec son frère Charles-Louis la loge bruxelloise Les Amis philanthropes, où il est initié le 24 février 1834. Il appose dès lors les trois points caractéristiques à la suite de la signature de ses œuvres,. La loge, sous l'impulsion de Pierre-Théodore Verhaegen, parvient à créer, en 1834, l'université libre de Bruxelles, dont Eugène Verboeckhoven est l'un des membres fondateurs.

#### Un atelier fécond
Entre 1840 et 1845, Eugène Verboeckhoven réside rue royale extérieure à Saint-Josse-ten-Noode. En 1845, il acquiert un ensemble de 42 ares à la rue de Haecht à Schaerbeek, sur lequel il fait bâtir, en 1853, une somptueuse villa et un vaste atelier, divisé en deux salles. Dans ces pièces de travail, il accueille ses collaborateurs. Le domaine comprend également une écurie, deux chenils et un poulailler, abritant plusieurs de ses modèles animaliers qu'il a constamment sous les yeux.
L'artiste quitte peu son atelier, même s'il parcourt parfois l'Ardenne. Cependant, il effectue un long périple en 1841 et 1842 passant par la Suisse, l'Italie, et notamment la ville de Florence. Le gouvernement belge lui avait commandé, par arrêté royal du 27 février 1840, un tableau représentant des Animaux dans la campagne de Rome, qu'il acquiert en 1847. Quelques années plus tard, il effectue un voyage d'études en Écosse. Durant sa carrière il peint plus d'un millier de tableaux, et réalise autant de dessins, esquisses, lithographies et eaux fortes,. Son succès devient tel qu'il reçoit des commandes pour plusieurs années d'avance et qu'à Anvers, il existe des ateliers frauduleux où l'on ne produit que de « faux Verboeckhoven » destinés à l'exportation.
Parmi ses élèves figurent notamment : Louis-Pierre Verwée, les frères Edmond et Charles Tschaggeny, Adolphe Roberts-Jones, Joseph Anne Le Roy, Charles Ferdinand Ceramano, François van Severdonck, Auguste Ottevaere, Charles Tilmont et Eugène Vermeulen (d),,.

#### Rôle institutionnel

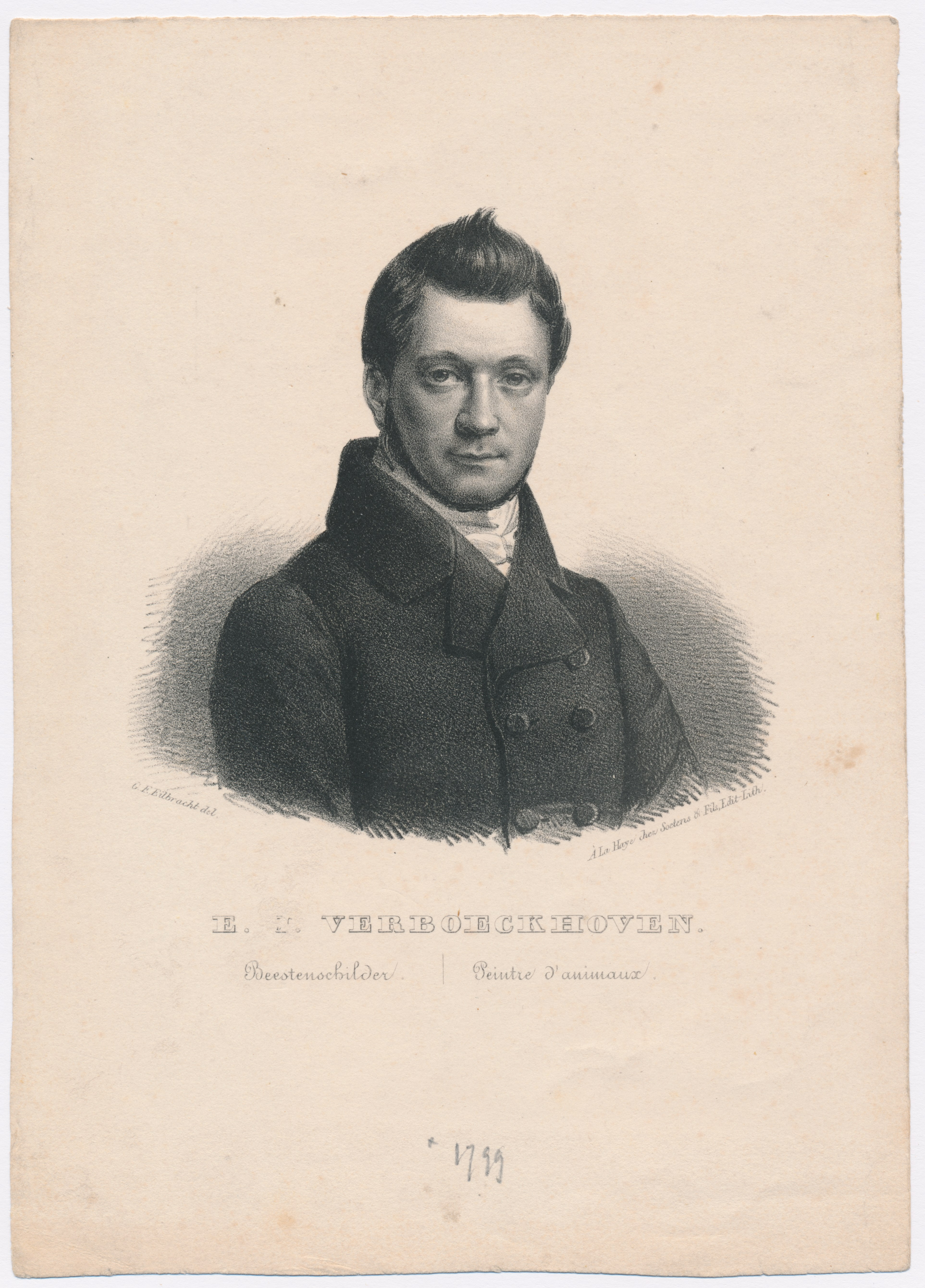
Eugène Verboeckhoven, gravure de Gerhardus Fredericus Eilbracht.

Il est nommé membre de l'Académie royale de Belgique, lors de la fondation de la classe des beaux-arts en 1845, mais se rend peu aux séances de la société savante. En revanche, il siège régulièrement aux réunions de la Commission directrice du Musée, dont il est membre, en donnant son avis éclairé sur la cession de tableaux à l'État. En revanche, contrairement, à ce qu'affirment certaines biographies, ce n'est pas lui, mais son fils aîné, Eugène Barthélémy, qui est échevin à Schaerbeek de 1861 à 1867, à l'époque où le parti libéral dirige Schaerbeek en pleine expansion urbaine.

#### Mort et funérailles
Eugène Verboeckhoven meurt, après une courte maladie à l'âge de 82 ans, chez lui, chaussée de Haecht no 184 à Schaerbeek, où il résidait depuis quelque trente ans, le 19 janvier 1881. Trois jours plus tard, ses funérailles regroupent une assistance officielle nombreuse, dont Walthère Frère-Orban, ministre des Affaires étrangères, Hendrik Conscience, écrivain et conservateur des musées royaux de l'État, Achille Colignon, bourgmestre de Schaerbeek, plusieurs officiers de haut rang et d'autres personnalités. Après un service religieux à l'église Saint-Servais, il est inhumé à Schaerbeek,. 
Dans son testament, Eugène Verboeckhoven lègue de nombreux tableaux et sculptures des ateliers à l'ancien hôtel de ville de Warneton, sa ville d'enfance. Le 19 mars 1884, les autorités communales de Warneton informent Eugène-Barthélemy Verboeckhoven de leur intention de constituer un « musée Verboeckhoven » sur base du fond que le peintre leur a légué. Cependant, le musée et les objets qu'il héberge sont entièrement détruits durant la Première Guerre mondiale.

## Accueil critique
Il participe régulièrement aux salons et expositions. La peinture animalière est à cette époque perçue par la critique à un niveau inférieur à la peinture historique. Cependant, les tableaux d'Eugène Verboeckhoven sont traités avec le même respect que ceux des maîtres du romantisme. Les publications louent particulièrement sa toile Convoi de chevaux attaqué par des loups dans une forêt de Pologne qu'il présente au Salon de 1836, ainsi que Troupeau effrayé par l'orage qu'il présente au Salon de 1833, où il obtient une médaille de vermeil, et de 1839. La version de 1839 est exposée au Salon de Paris de 1841 et y connaît également un succès critique : « Rien n'est négligé, ni la forme, ni la couleur, ni l'expression, ni les détails, ni l'ensemble ».

Après son voyage dans les villes italiennes dans les années 1841-1842, il produit des toiles qui reçoivent un excellent accueil. Souvenir de la campagne romaine est présenté au Salon de La Haye en 1843, puis au Salon d'Anvers et au Salon de Gand en 1847. Le tableau est particulièrement encensé par la critique. Cependant, à partir du Salon de Bruxelles de 1860, les critiques négatives commencent à se montrer plus présentes, pointant notamment les thématiques et compositions répétitives. Louis Alvin prend toutefois sa défense : 

« Depuis vingt-cinq ans, l'art a accompli une évolution d'un large développement. Verboeckhoven n'en a point tenu compte, il a continué à peindre dans sa propre manière. Il ne manque point de gens qui, encore aujourd'hui, aiment cette manière de représenter la nature, embellie en une certaine façon. »

En 1874, une critique parle quant à lui d'un artiste qui s'est égaré dans son succès.
« Il est un des peintres qui offrent un exemple des plus frappants d'un talent égaré par l'habileté aussi bien que par le succès. […] Est-il étonnant qu'un artiste organisé de la sorte ait une chute si rapide, et qu'il se soit survécu à lui-même par une suite de productions aussi faibles et aussi monotones ? »

- E. Thammer, L'Art Universel, 4 mars 1874.
Dans L'École de peinture belge 1830-1905, Camille Lemonnier fait part de son admiration pour Eugène Verboeckhoven et sa capacité à ne pas se soumettre aux influences extérieures dans son travail. Il souligne le savoir du peintre sur l'anatomie animale, sa précision mathématique et son habileté extrême.

## Collaborations

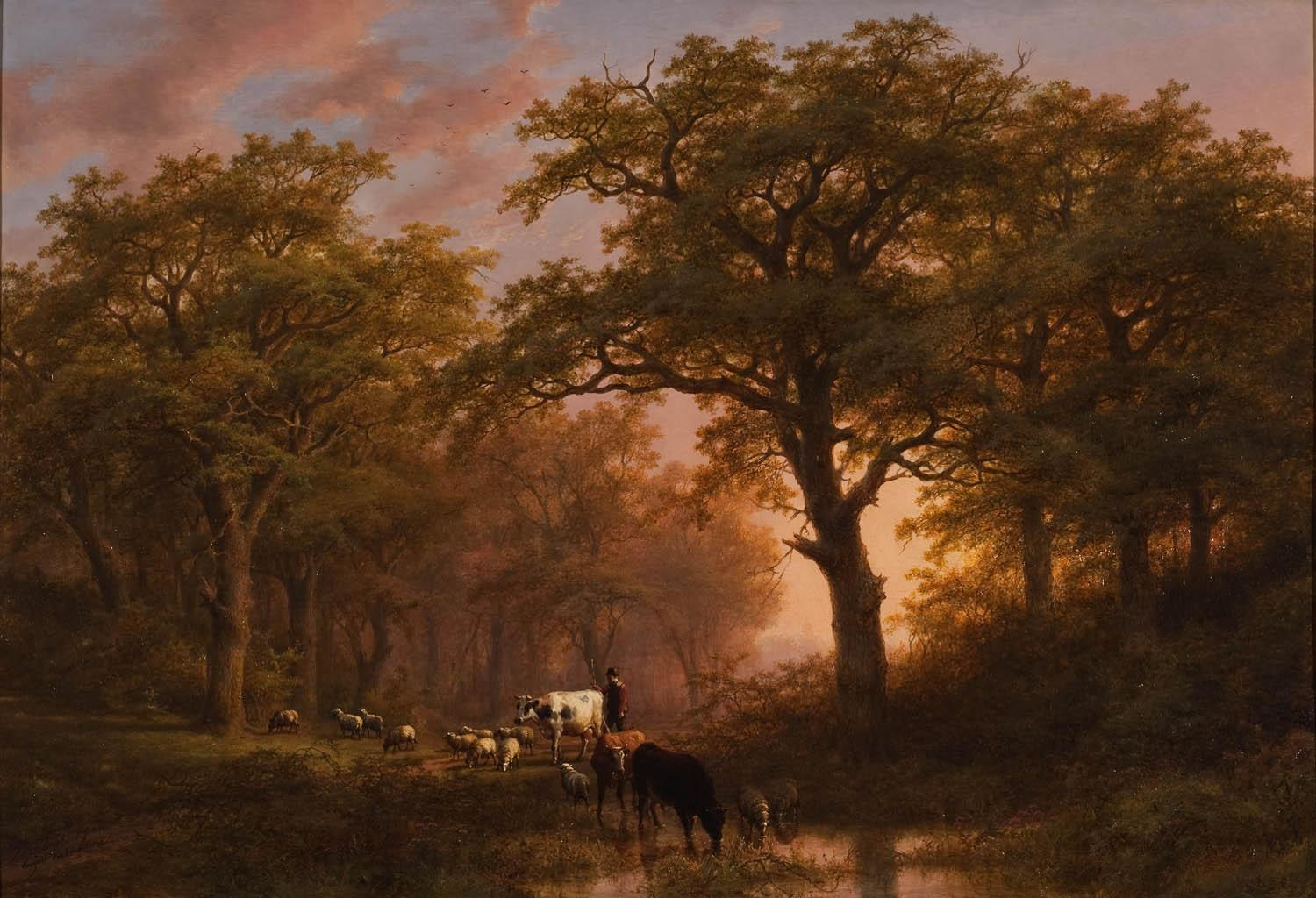
Orage imminent, 1868, partenariat entre Eugène Verboeckhoven et Johann Bernhard Klombeck.

Pratique populaire au XIXe siècle surtout dans le cas d’œuvres d'élèves recevant l'aide de leur professeur, les collaborations sont fréquentes pour Eugène Verboeckhoven qui parvient à illustrer un tableau en s'adaptant à la couleur et à la composition originale. En 1993, une exposition rétrospective au musée d'art de Koekkoek-Haus (de) à Clèves se consacre à sa coopération avec le peintre paysagiste romantique Johann Bernhard Klombeck.
La collaboration avec Klombeck se déroule à un moment périlleux pour l'école d'art de Clèves en perte de vitesse à la suite du décès de Barend Cornelis Koekkoek, mais répond à une pratique courante entre les artistes de cette école et Eugène Verboeckhoven puisque Barend Cornelis est le premier à initier une collaboration. Plusieurs autres artistes suivent comme Hermanus Koekkoek, Alexander Joseph Daiwaille et Willem Bodeman. Les tableaux issus de ces collaborations portent les deux signatures, ce qui n'est pas courant.
De très nombreux autres peintres font appel à Eugène Verboeckhoven pour des collaborations comme Johannes Warnardus Bilders, Charles Brias, Alexandre Calame, Henry Campotosto, Jean-Michel Cels, Johannes Franciscus Christ, Jean-Baptiste Daveloose, Edouard De Latour, Willem de Klerk, Édouard Delvaux, Pieter-Frans De Noter, Edouard De Vigne, Cornelis Johannes De Vogel, Fritz Ebel, Alexandre Thomas Francia, Paul Gabriël, Fanny Geefs, Pierre-Jean Hellemans, Johannes Franciscus Hoppenbrouwers, Jean-Baptiste Kindermans, Marinus Adrianus Koekkoek, Fredrik Marinus Kruseman, Pierre-Louis Kühnen, Victor Lagye, Cornelis Lieste, Morten Müller, Joseph-Chrétien Nicolié (nl), François Auguste Ortmans, Joseph Perlau, Joseph Quinaux, Willem Roelofs, François Roffiaen, Nicolaas Johannes Roosenboom (en), Jacques Rosseels, Andreas Schelfhout, Johannes Anthonie Balthasar Stroebel (en), Franz Richard Unterberger, Ernest Vandenkerckhove, Charles van den Eycken, Felix Van Espen (nl), Joseph Van Luppen, Charles-Louis Verboeckhoven, Isidore Verheyden, Charles Verlat, Louis-Pierre Verwée et Gustave Wappers.

## Œuvre

### Caractéristiques

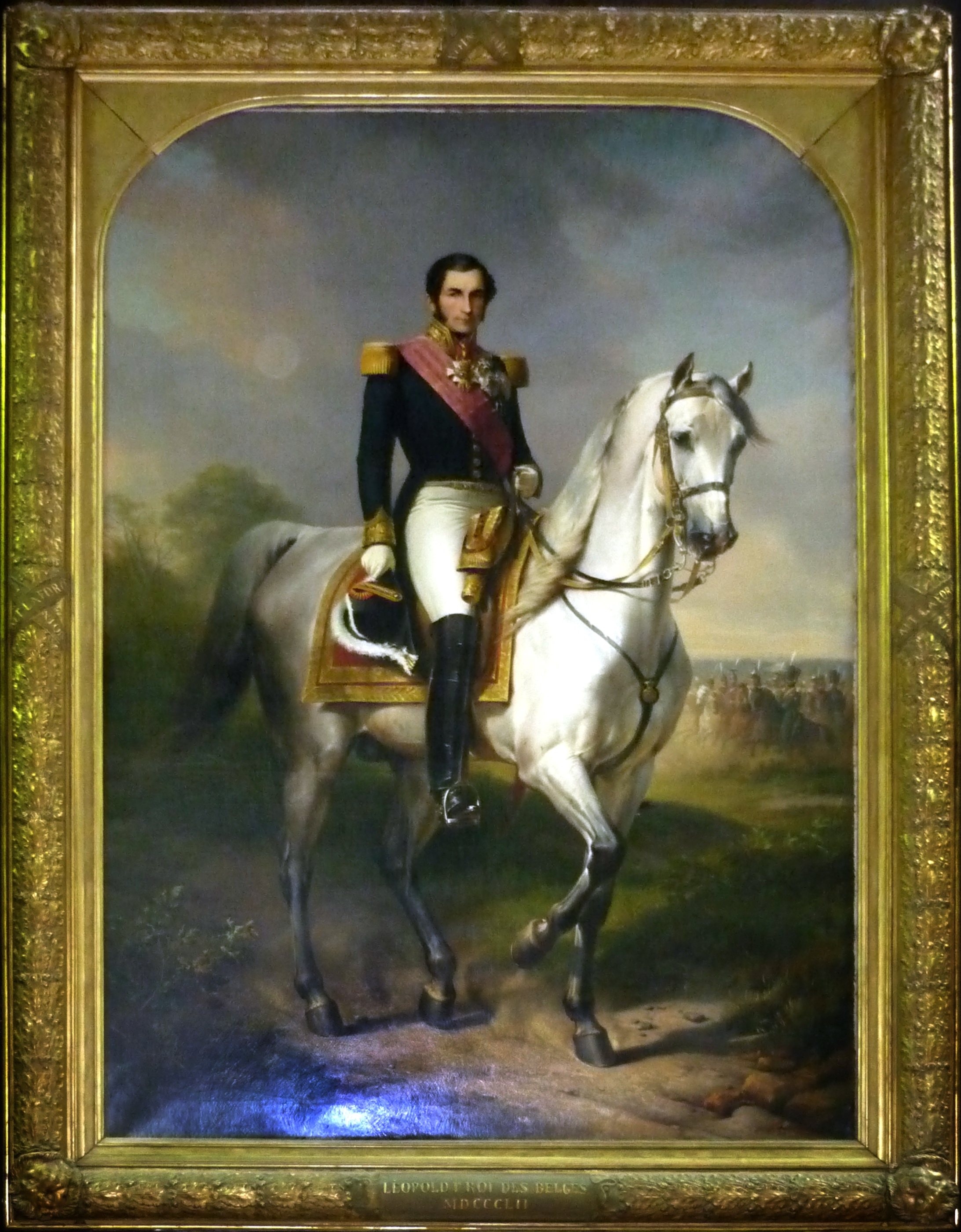
Portrait équestre de Léopold Ier (1852).

Eugène Verboeckhoven est considéré comme l'un des meilleurs peintres animaliers belge du XIXe siècle. Artiste complet, il est capable de peindre tous les animaux et l'homme lui-même. Il n'a jamais besoin de recourir, dans ses paysages, au secours d'une main étrangère pour y placer une figure. Il marque une prédilection pour les moutons, mais dessine aisément des lions, étudiés d'après nature dans une ménagerie. Bien qu'il soit capable de peindre des scènes d'action, comme son Convoi de chevaux attaqué par des loups, et des scènes de mouvement, tel Moutons effrayés par l'orage, son tempérament l'incite à représenter les animaux dans une situation paisible. Il réalise également deux portraits équestres du roi Léopold Ier, de même qu'un portrait de Soliman Pacha. De nombreux peintres font appel à son talent pour enrichir leurs œuvres de représentations animalières, dont : Gustave Wappers, Henry Campotosto, Jan Baptiste de Jonghe, David de Noter, Barend Cornelis Koekkoek, Alexander-Joseph Daiwaille, Édouard Delvaux et Isidore Verheyden.
Le manque de variété du répertoire de l'artiste est compensé par le mérite de son exécution. Comme coloriste, il ne recourt pas, par instinct, aux vives oppositions, aux effets saisissants, ni aux jeux piquants de la lumière. Cependant il possède, à un haut degré, le sentiment de l'harmonie qui résulte d'une juste observation du rapport des tons. Eugène Verboeckhoven travaille continuellement dans son atelier, renfermant des milliers d'études, d'après nature dans ses rares voyages ou dans ses excursions dans la campagne : des vues d'ensemble ou des fragments de paysages, des ciels, des terrains, des arbres, des effets de lumière aux différentes heures du jour, de même que des modelages d'animaux en cire, terre, ou plâtre, exécutés par lui-même. Eugène Verboeckhoven attribue une valeur à ses tableaux, selon leurs dimensions, mais aussi d'après le nombre de moutons représentés. Lorsqu'un amateur britannique lui demande un jour le prix d'une œuvre, l'artiste lui répond qu'elle vaut 10000 francs. L'acquéreur potentiel négocie âprement le prix et ne veut débourser que 9000 francs. Lassé, le peintre saisit son couteau à palette et enlève deux moutons fraîchement peints de la toile.
Eugène Verboeckhoven s'est également ponctuellement adonné à la sculpture, comme en témoigne son Hébé exposée à Gand. Il réalise également de nombreuses eaux fortes aux sujets variés : Fables de La Fontaine, moulins, moutons, vaches, chevaux, ânes, singes… Dès 1820, il exécute des lithographies, assez médiocres au début, mais progressivement maîtrisées : Vache près d'une barrière, Cheval, Tigre, Éléphant, Combat d'un tigre et d'un serpent….

### Influences
De par ses origines, Eugène Verboeckhoven est directement influencé par la peinture flamande tels que les miniaturistes flamands, les primitifs flamands, les peintres baroques et les peintres du siècle doré. Les têtes chevalines de Pierre Paul Rubens influencent directement sa manière de les représenter dans ses œuvres.

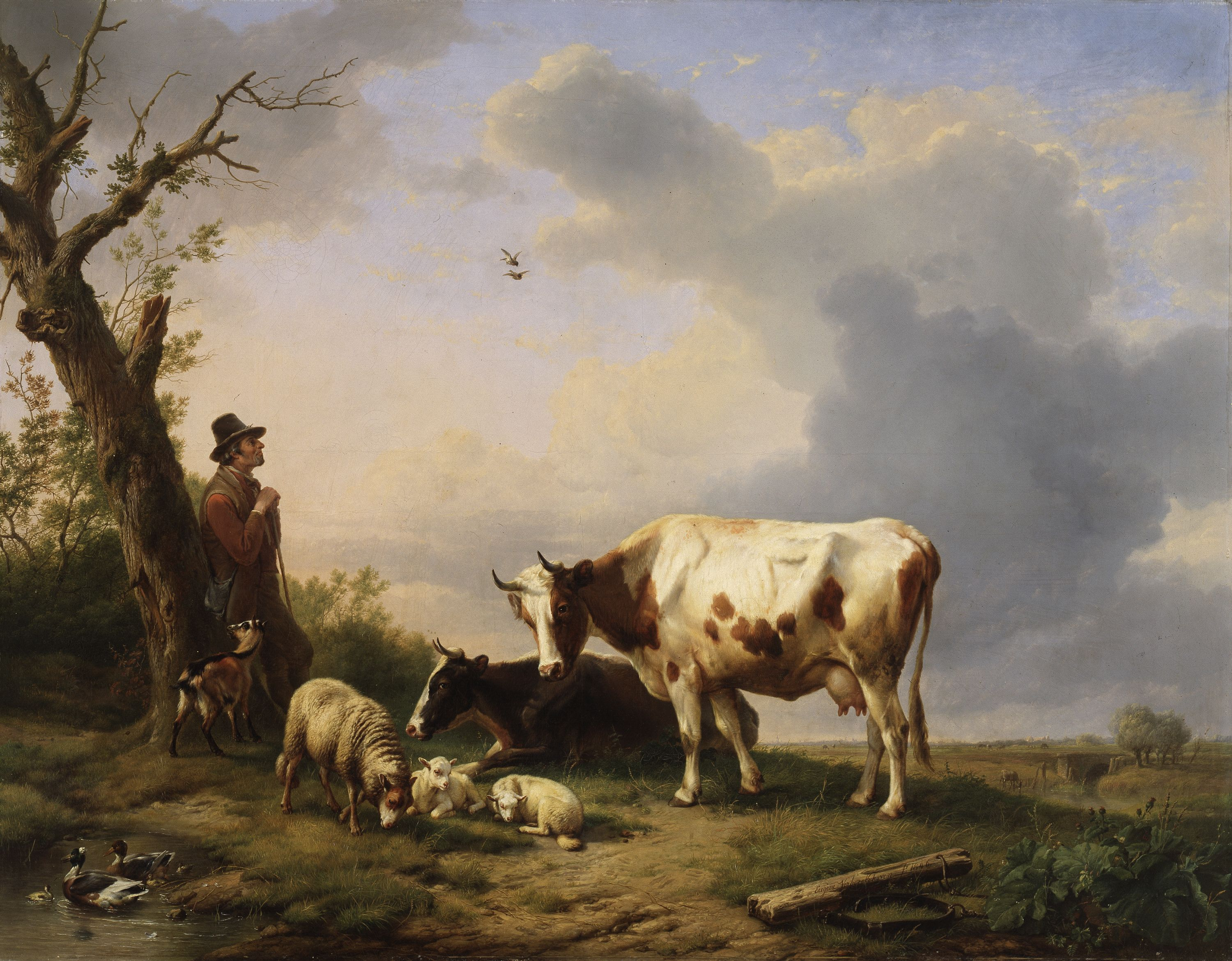
Paysage aux animaux (1846), peinture à l'huile sur toile, 103x132cm, Musée des Beaux-Arts de Gand

Chez les maîtres hollandais tels qu'Abraham Bloemaert et Jacob de Gheyn, les vaches, chèvres et moutons occupaient également une place importante et les représentations animalières de Roelandt Savery influencent particulièrement les compositions et les animaux que privilégie Eugène Verboeckhoven. Les tableaux de Paulus Potter et notamment Le taureau inspirent sans aucun doute Vacher se reposant avec bétail (1854), Berger coupant une branche (1846) ou encore Fourrage du bétail au bords de la Mer du Nord (1868). En effet, à la comparaison, on retrouve des éléments de composition très similaires : une vache couchée, un arbre, un vacher, des moutons couchés et un bouc. Plusieurs tableaux d'Eugène Verboeckhoven reprennent cette composition tout en lui offrant suffisamment de variations pour qu'elle semble originale.
Si de nombreux autres peintres animaliers l'inspirent comme Nicolaes Berchem, Albert Cuyp ou Philips Wouwerman ; on décèle une très forte similarité entre Le Lièvre mort de Jan Weenix et Nature morte avec lièvre (1844) d'Eugène Verboeckhoven.
Les bords de Lys et les paysages de sa ville d'enfance, Warneton, représentent également une autre source d'inspiration importante. L'environnement est particulièrement marqué par l'agriculture et l'élevage de bétail. Son attachement à sa ville de naissance semble important puisqu'il place le nom de celle-ci au dos de plusieurs tableaux, peu avant sa mort, afin de s'assurer que ceux-ci soient transmis à l'administration communale de Warneton.

### Collections muséales
Liste non exhaustive. Les œuvres d'Eugène Verboeckhoven sont exposées dans de nombreux musées en Belgique et dans le monde.
- En Belgique : 
  - Musées royaux des Beaux-Arts de Belgique, Bruxelles : onze œuvres, dont Troupeau de moutons surpris par l'orage (1839), huile sur toile, Poussins (1858), huile sur papier marouflé et Tigre (1865), statue en plâtre[56].
  - Musée du Cinquantenaire, Bruxelles : Portrait équestre du roi Léopold Ier (1852)[57].
  - Musée royal des Beaux-Arts d'Anvers, Autoportrait (1854), huile sur toile, format 119 × 93cm, inventaire no 1550[1].

- En Europe :
  - Musée des Beaux-Arts d'Angers : huit esquisses[57].
  - Rijksmuseum Amsterdam : 339 numéros en rapport avec le peintre et son frère : eaux fortes, lithographies, correspondance…[58].
  - Wallace Collection, Londres : Moutons et vaches (1844), huile sur panneau d'acajou, format 40 × 56 cm[59].
  - Victoria and Albert Museum, Londres : 27 numéros, dont quatre huiles sur toile : Paysage avec un âne (1846), Âne et mouton (1849), Paysage avec mouton et canards (1865) et Bétail s'abreuvant (1845)[60].
  - Musée du Louvre, Paris : Étude de cheval (vers 1852), étude préparatoire au portrait équestre du roi Léopold Ier, crayon graphite et estompe sur papier calque-doublé, format 40,3 × 31,6 cm, don au musée du Louvre de Guy Grieten en 2018[57].
  - Orléans, musée des Beaux-Arts : Les Patineurs (Louis-Pierre Verwée a réalisé le paysage et Eugène Verboeckhoven les figures) (1850), huile sur bois, format 42,1 × 57,9cm[61].
  - Musée de l'Ermitage, Saint-Pétersbourg : Nature morte avec un lièvre (1844), huile sur toile, format 97 × 80cm, inventaire no 6911, acquis en 1933, en provenance des collections du prince Constantin Gortchakov[62].

- Aux États-Unis :
  - Cleveland Museum of Art : Troupeau (ca. 1850-1859), huile sur toile, format 55,2 × 78,7cm, inventaire no 1966.384, don de William Nash[63].
  - Musée d'Art Dahesh, New York : Moutons sur la Côte (1878), huile sur toile, inventaire no 1997.21[64].

### Galerie

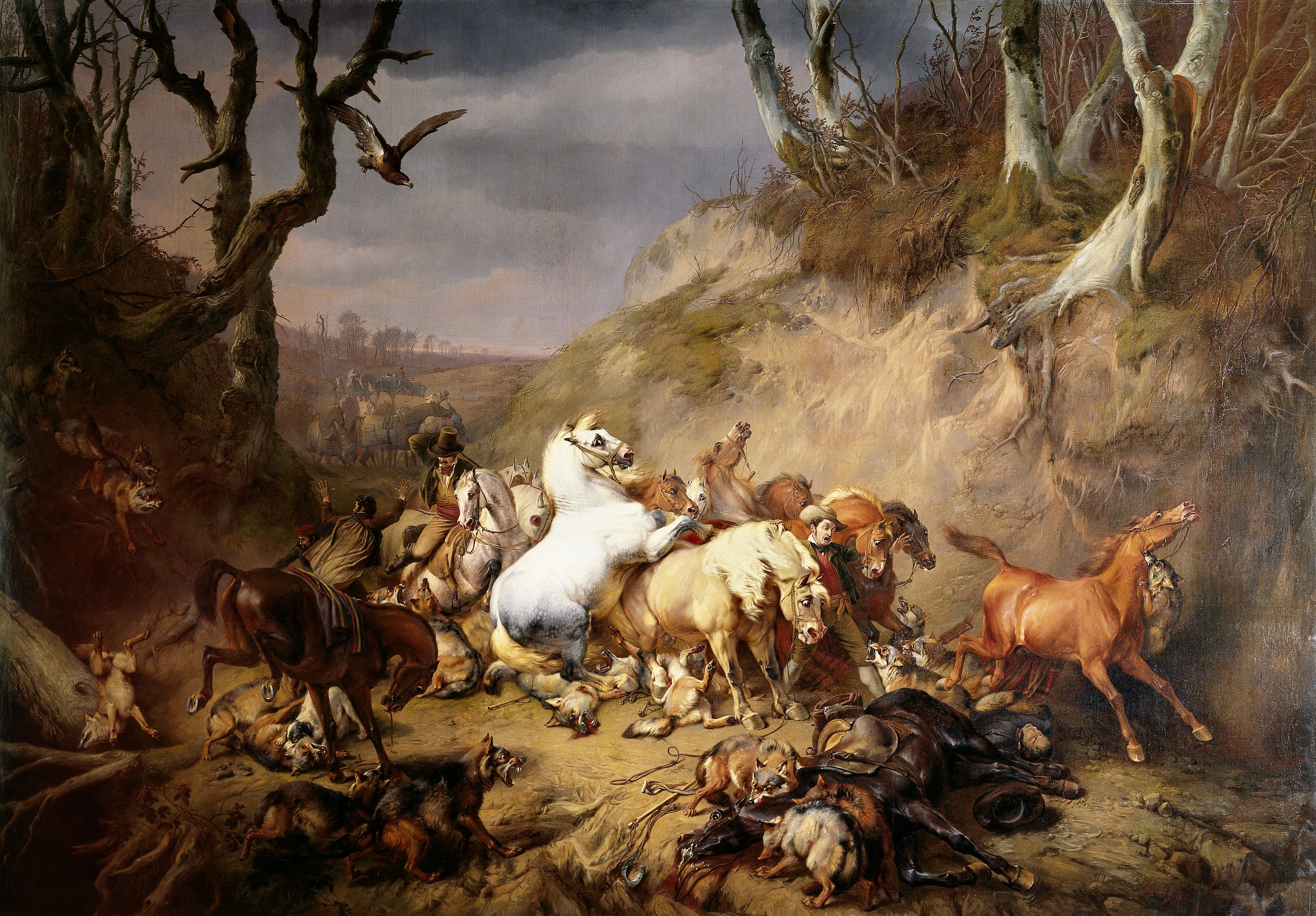
Loups affamés attaquant un groupe de cavaliers (1836), Rijksmuseum Amsterdam.
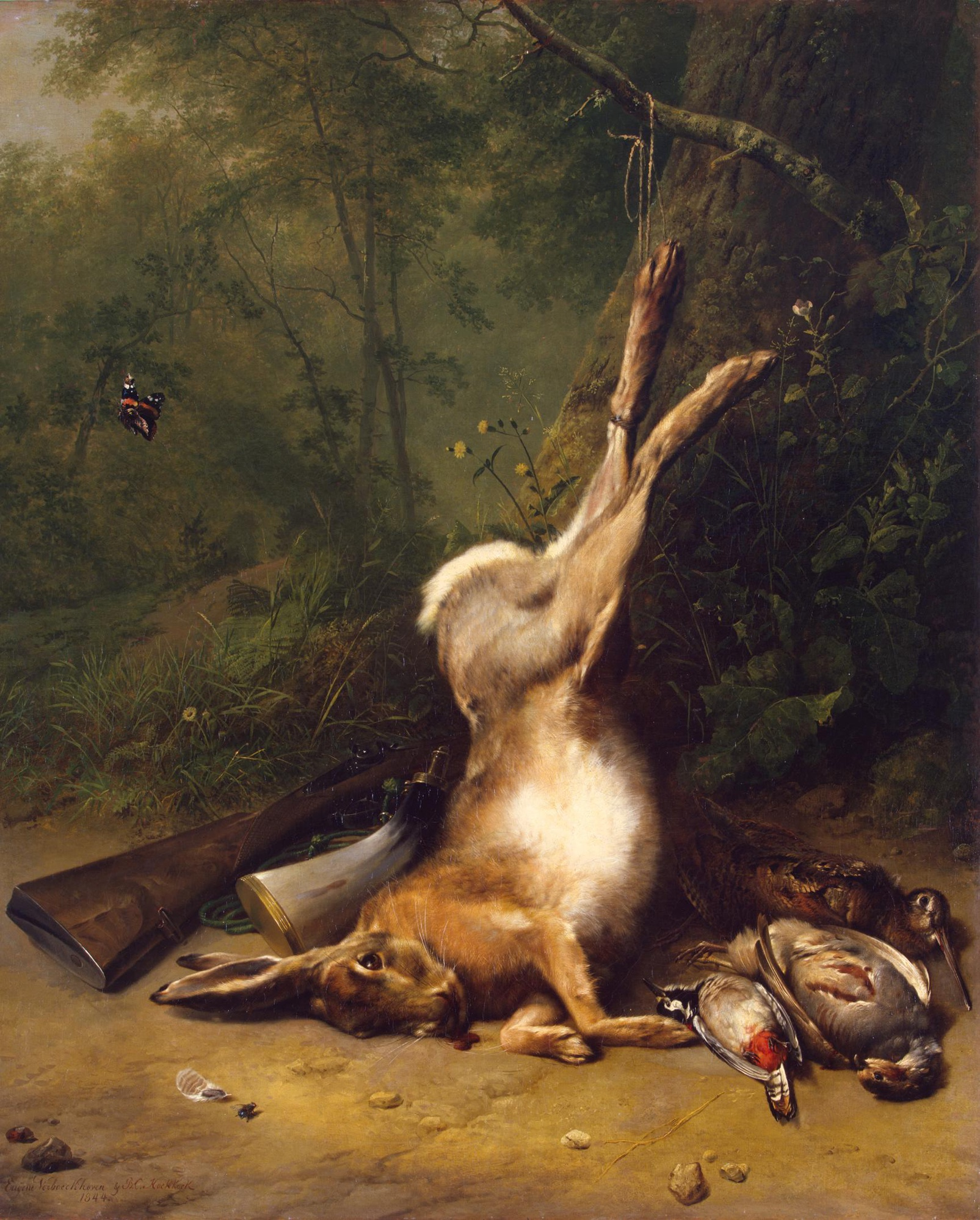
Nature morte au lièvre (1844), Saint-Pétersbourg, musée de l’Ermitage.
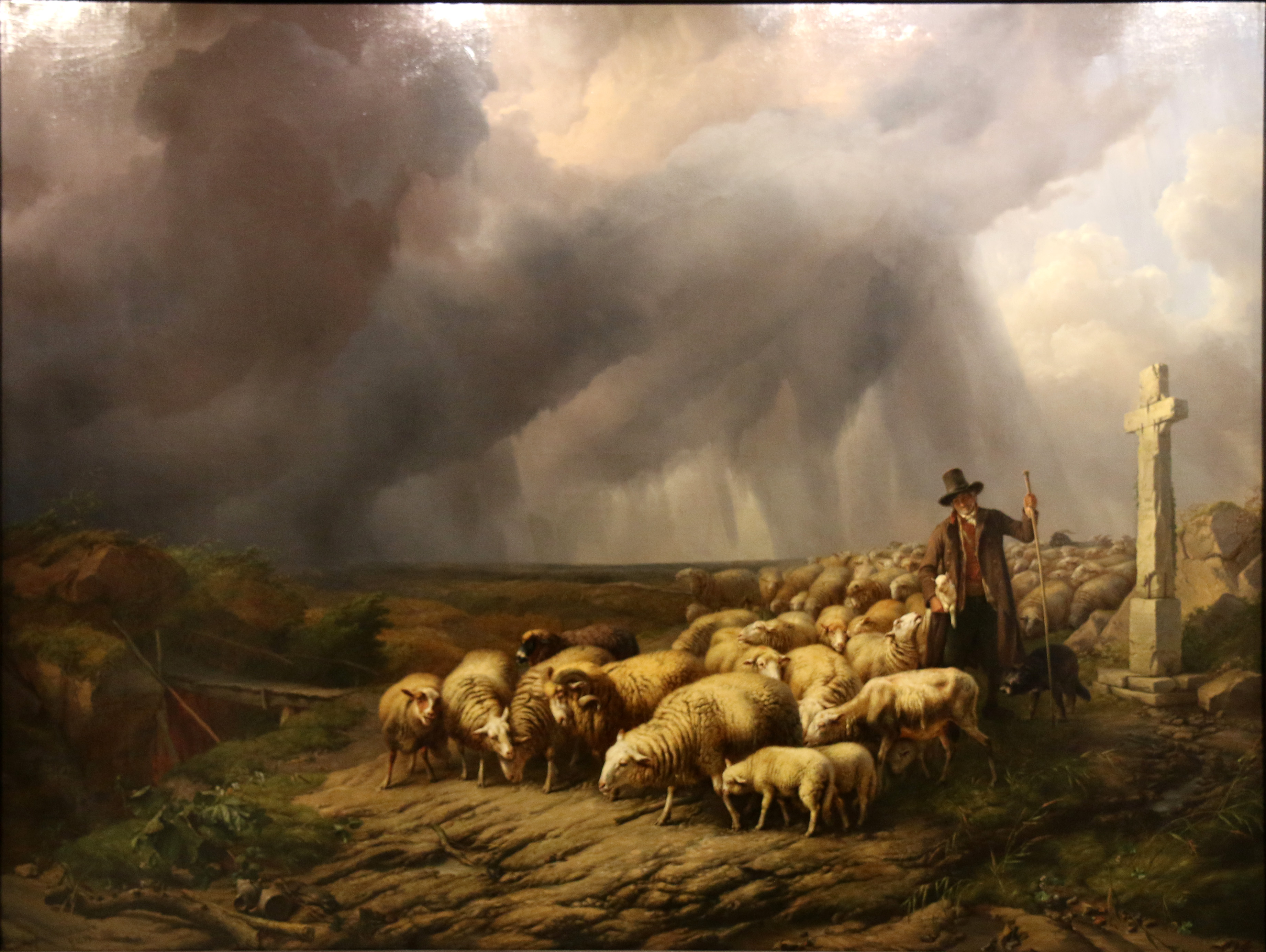
Troupeau de moutons surpris par l'orage (1839), Bruxelles, musées royaux des beaux-arts de Belgique.
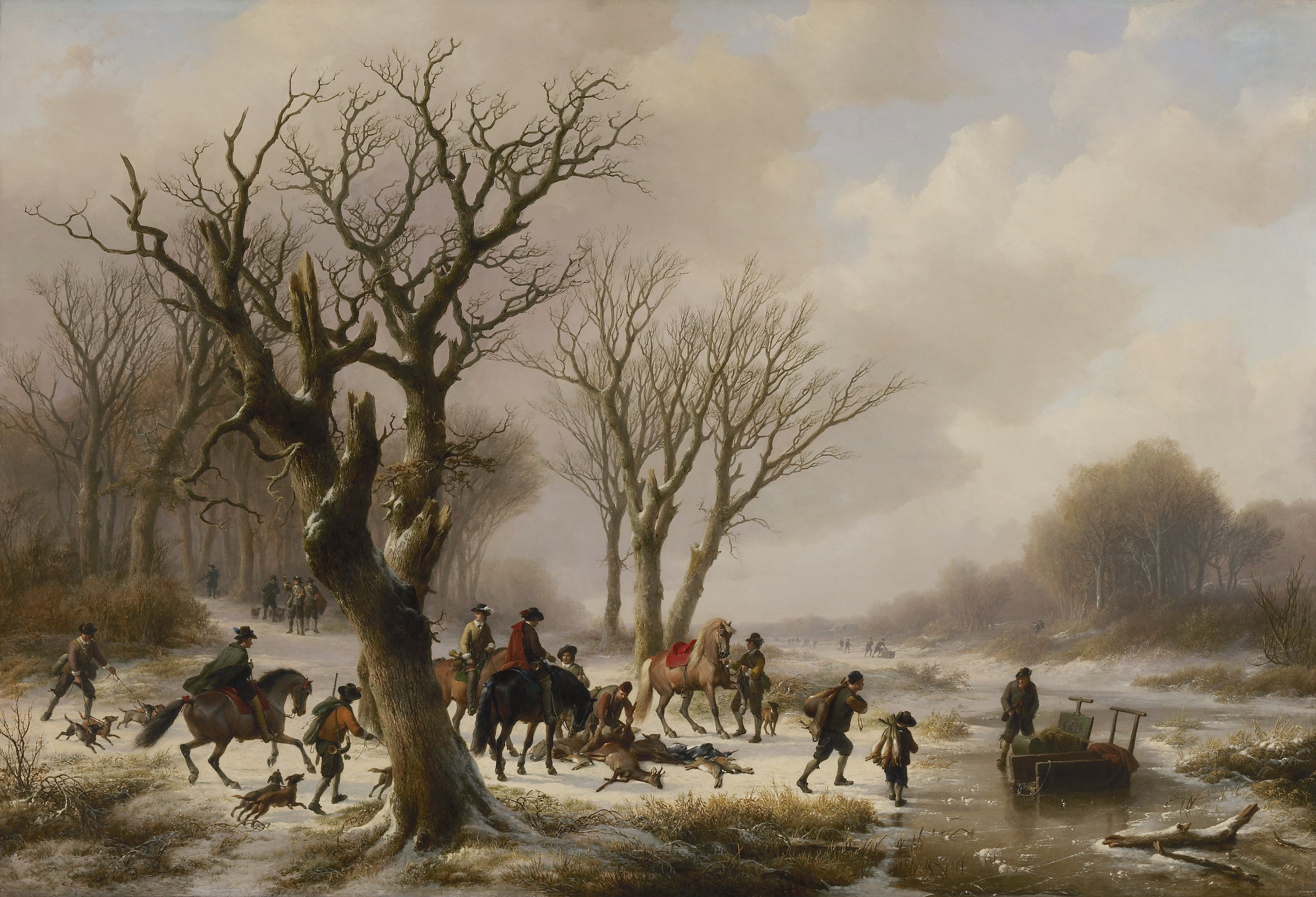
Après la chasse (1865), Anvers, Museum Ridder Smidt van Gelder.
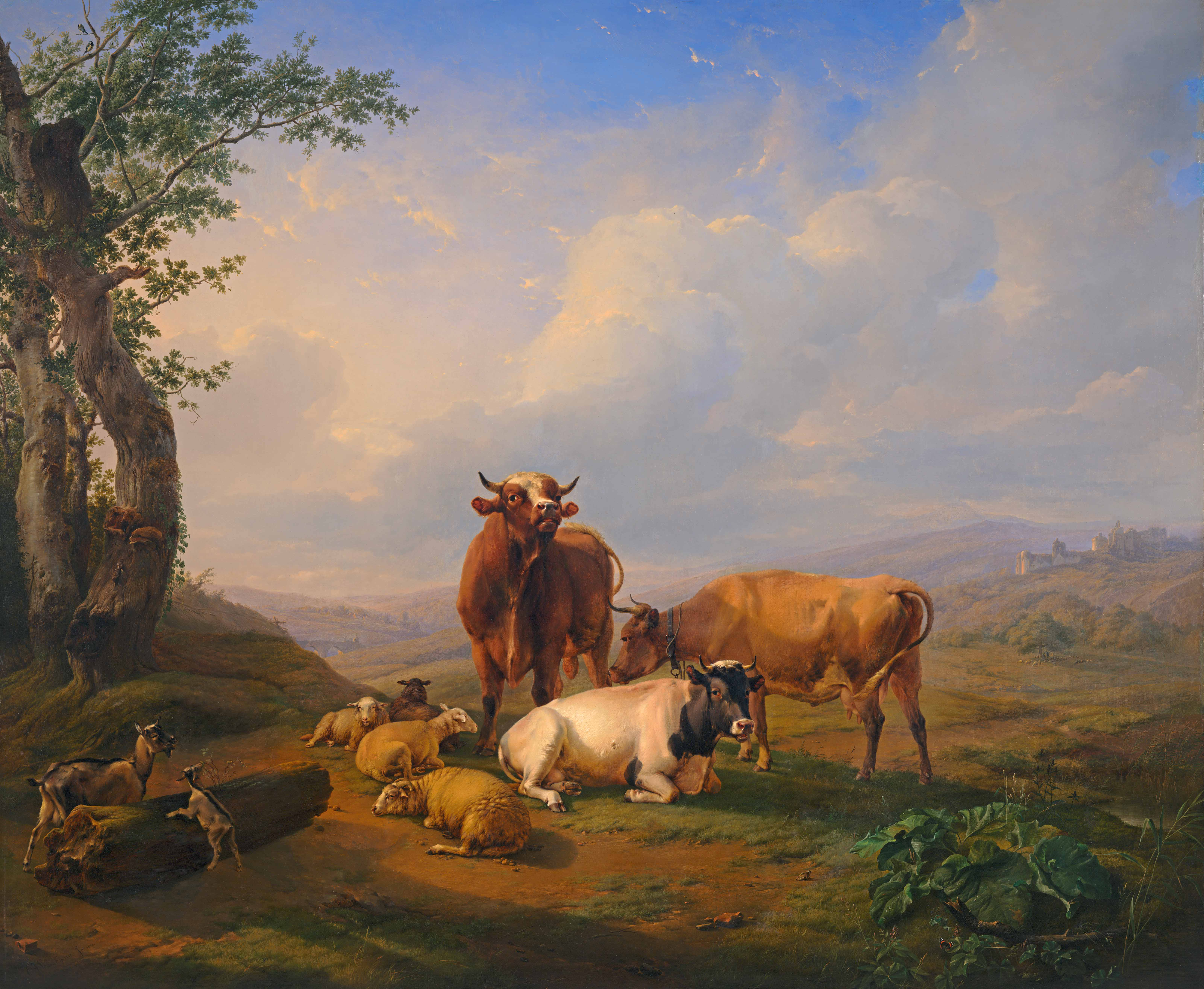
Le Roi du troupeau, Haggin Museum.
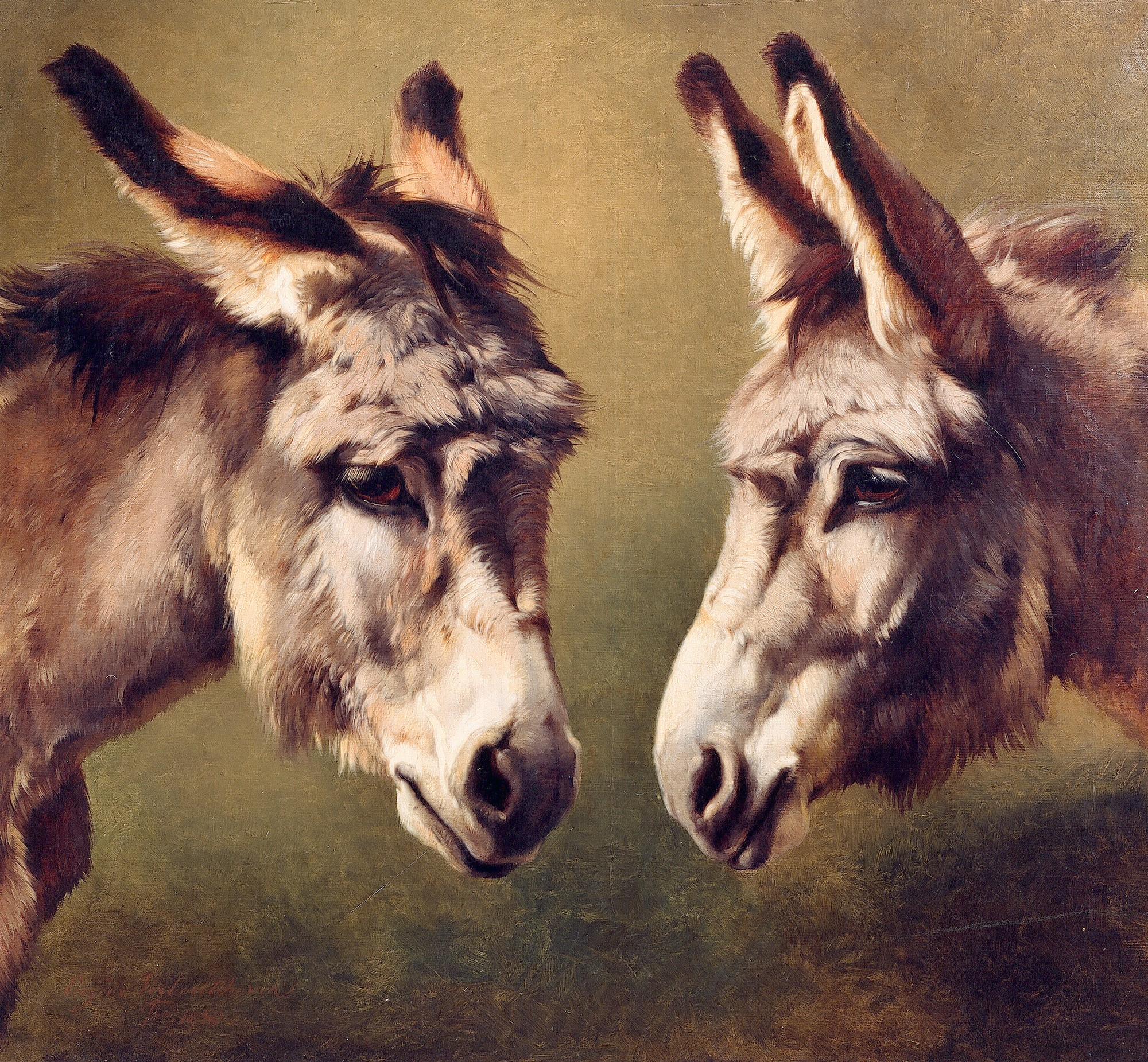
Les Ânes de Schaerbeek (1850), collection de la commune de Schaerbeek.
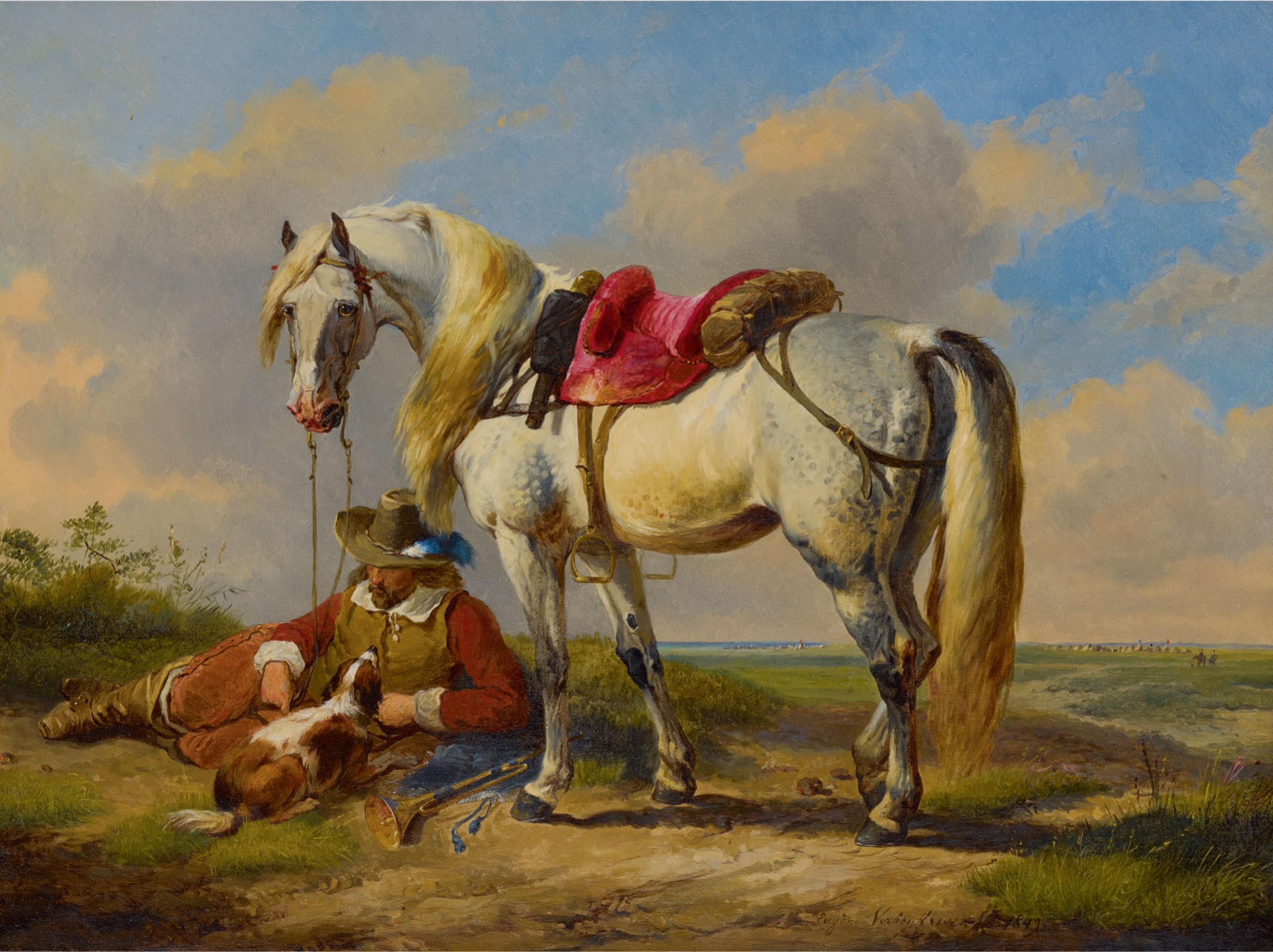
Cavalier en repos (1849), collection privée .
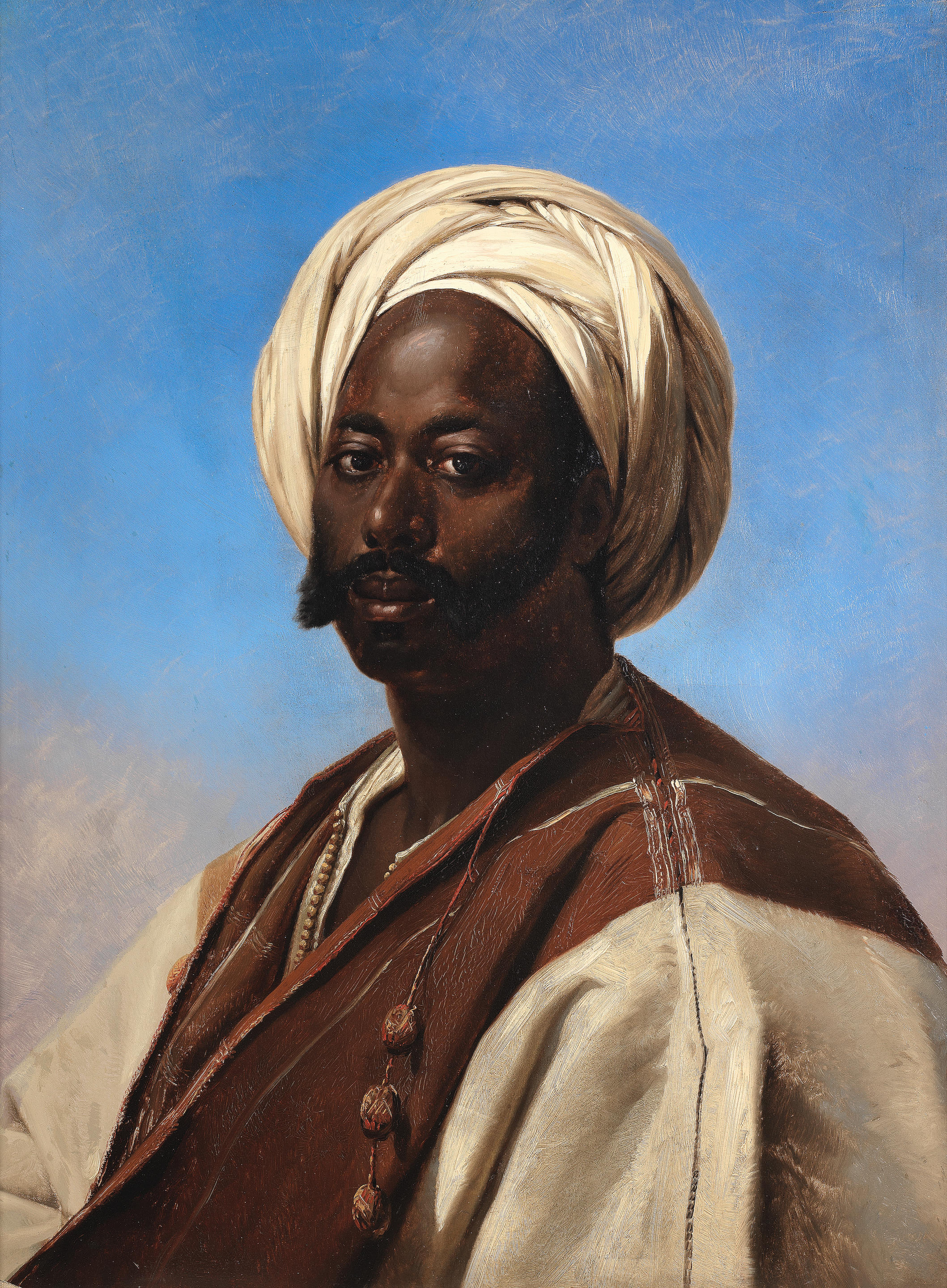
Portrait d'un homme avec un turban blanc (1881), collection privée .

## Honneurs

### Ordres honorifiques
Eugène Verboeckhoven est :
- Chevalier de l'ordre de Léopold (Belgique, 20 octobre 1833)[65].
- Commandeur de l'ordre de Léopold (28 mai 1872)[66].
- Chevalier de 1re classe de l'Ordre de Saint-Michel (Bavière) (16 février 1831)[67].
- Chevalier de la Légion d'honneur, France (26 octobre 1845)[67].
- Chevalier de l'ordre du Christ (Portugal, 26 octobre 1845)[67].
- Récipiendaire de la croix de fer.

### Toponymie
La commune de Schaerbeek donne, peu avant 1884, son nom à une Place Eugène Verboekhoven.

### Ouvrages
- Louis Alvin, Eugène-Joseph Verboeckhoven, Bruxelles, F. Hayez, coll. « Annuaire de l'Académie royale de Belgique », 1883 (lire en ligne). .
- Patrick Berko et Viviane Berko, Dictionnaire des peintres d'animaux belges et hollandais nés entre 1750 & 1880, Knokke, Berko, coll. « Fine Arts », 1998, 545 p. (ISBN 978-9027452405).
- (nl) P. & V. Berko, N. Hostyn e.a., Eugène Verboeckhoven, Knokke, 1981[69].
- Catalogue de (252) tableaux, dessins et études provenant de l'atelier de E. Verboeckhoven, hôtel Drouot, salle 8, vente des 24 et 25 avril 1882, Imprimerie Pillet et Dumoulin, Paris, 1882.
- Herman De Vilder et Kris Van de Ven, Le peintre animalier Eugène-Joseph Verboeckhoven (1798-1881) et ses peintres collaborateurs, Château d'Huyenoven - Vilvoorde, Van de Ven, 2006 (ISBN 978-90-810195-1-4).
- Paul Lévy, Eugène Verboeckhoven, combattant de 1830, Bruxelles, SOFADl, s.a., coll. « revue « Brabant » », 1980 (lire en ligne), chap. N° spécial « 150 ans de la Belgique », p. 26-34. .

### Articles
- Rédaction, « Eugène Verboeckhoven », L'Indépendance belge, no 24,‎ 24 janvier 1881, p. 1-2 (lire en ligne, consulté le 24 octobre 2024).
- Jean-Marie Duvosquel, « La demeure familiale et les ateliers du peintre Eugène Verboeckhoven », Cahiers bruxellois, vol. XLIX, no 1,‎ 2017, p. 157-202 (lire en ligne, consulté le 25 octobre 2024).
- Herman Van Duyse, « Verboeckhoven à Gand », Le Journal de Gand,‎ 1830